# Хаттака, Картси
Кари Арво Илари Картси Хатакка (фин. Kari Arvo Ilari Hatakka; 17 декабря 1967, Хельсинки, Финляндия) — вокалист и басист финской музыкальной группы Waltari, которую он основал в 1986.
Также он написал саундтрек к видеоигре Max Payne и Max Payne 2.
Он известен своим уникальным голосом. Его вокал имеет широкий диапазон — от низкого, почти демонического, до громкого визга, из-за чего тексты песен становится трудно разобрать на слух.